# Critics' Choice Awards de 2014
O 19.º Critics' Choice Movie Awards (no original, em inglês, 19th Critics' Choice Awards) foi a 19.ª edição organizada pela associação de críticos de cinema dos Estados Unidos e Canadá, Broadcast Film Critics Association, para honrar os melhores profissionais e obras de cinema de 2013.
Os nomeados foram anunciados em 16 de dezembro de 2013. Transmitida pelo The CW e apresentada por Aisha Tyler, a cerimônia coroou 12 Years a Slave, recipiente de 12 indicações ao lado de American Hustle, como Melhor Filme e Alfonso Cuarón como Melhor Diretor por Gravity.

## Vencedores e nomeados
| Melhor Filme - 12 Years a Slave - American Hustle - Captain Phillips - Dallas Buyers Club - Gravity - Her - Inside Llewyn Davis - Nebraska - Saving Mr. Banks - The Wolf of Wall Street | Melhor Diretor - Alfonso Cuarón – Gravity - Paul Greengrass – Captain Phillips - Spike Jonze – Her - Steve McQueen – 12 Years a Slave - David O. Russell – American Hustle - Martin Scorcese – The Wolf of Wall Street |
| Melhor Ator - Matthew McConaughey como Ron Woodroof – Dallas Buyers Club - Robert Redford como Our Man – All Is Lost - Chiwetel Ejiofor como Solomon Northup – 12 Years a Slave - Christian Bale como Irving Rosenfeld – American Hustle - Bruce Dern como Woody Grant – Nebraska - Tom Hanks como Capitão Richard Phillips – Captain Phillips | Melhor Atriz - Cate Blanchett como Jeanette "Jasmine" Francis – Blue Jasmine - Judi Dench como Philomena Lee – Philomena - Brie Larson como Grace Howard – Short Term 12 - Meryl Streep como Violet Weston – August: Osage County - Sandra Bullock como Dr. Ryan Stone – Gravity - Emma Thompson como Pamela "P. L." Travers – Saving Mr. Banks                                                                                         |
| Melhor Ator Coadjuvante - Jared Leto como Rayon – Dallas Buyers Club - Daniel Brühl como Niki Lauda – Rush - Barkhad Abdi como Abduwali Muse – Captain Phillips - Bradley Cooper como Richie DiMaso – American Hustle - James Gandolfini como Albert – Enough Said - Michael Fassbender como Edwin Epps – 12 Years a Slave                     | Melhor Atriz Coadjuvante - Lupita Nyong'o como Patsey – 12 Years a Slave - June Squibb como Kate Grant – Nebraska - Julia Roberts como Barbra Weston-Fordham – August: Osage County - Oprah Winfrey como Gloria Gaines – The Butler - Scarlett Johansson como Samantha – Her - Jennifer Lawrence como Rosalyn Rosenfeld – American Hustle                                                                                               |
| Melhor Ator/Atriz Juvenil - Adèle Exarchopoulos como Adèle – La vie d'Adèle - Sophie Nélisse como Liesel Meminger – The Book Thief - Asa Butterfield como Andrew "Ender" Wiggin – Ender's Game - Tye Sheridan como Ellis – Mud - Liam James como Duncan – The Way, Way Back                                                                    | Melhor Elenco - American Hustle - 12 Years a Slave - August: Osage County - The Butler - Nebraska - The Wolf of Wall Street |
| Melhor Roteiro Original - Spike Jonze – Her - Woody Allen – Blue Jasmine - Joel e Ethan Coen – Inside Llewyn Davis - Bob Nelson – Nebraska - Eric Warren Singer e David O. Russell – American Hustle | Melhor Roteiro Adaptado - John Ridley – 12 Years a Slave - Steve Coogan e Jeff Pope – Philomena - Tracy Letts – August: Osage County - Richard Linklater, Ethan Hawke e Julie Delpy – Before Midnight - Billy Ray – Captain Phillips - Terence Winter – The Wolf of Wall Street |
| Melhor Filme de Animação - Frozen - The Croods - Despicable Me 2 - Monsters University - Kaze Tachinu - Turbo | Melhor Filme de Ação - Lone Survivor - The Hunger Games: Catching Fire - Iron Man 3 - Rush - Star Trek Into Darkness - Thor: The Dark World |
| Melhor Ator em Filme de Ação - Mark Wahlberg como Marcus Luttrell – Lone Survivor - Henry Cavill como Superman / Clark Kent – Man of Steel - Brad Pitt como Gerry Lane – World War Z - Robert Downey Jr. como Tony Stark / Homem de Ferro – Iron Man 3                                                                                         | Melhor Atriz em Filme de Ação - Sandra Bullock como Dr. Ryan Stone – Gravity - Evangeline Lilly como Tauriel – The Hobbit: The Desolation of Smaug - Gwyneth Paltrow como Pepper Potts – Iron Man 3 - Jennifer Lawrence como Katniss Everdeen – The Hunger Games: Catching Fire |
| Melhor Filme de Sci-Fi/Horror - Gravity - The Conjuring - Star Trek Into Darkness - World War Z | Melhor Filme de Comédia - American Hustle - Enough Said - The Heat - This Is the End - The Way, Way Back - The World's End |
| Melhor Ator em Filme de Comédia - Leonardo DiCaprio como Jordan Belfort – The Wolf of Wall Street - James Gandolfini como Albert – Enough Said - Sam Rockwell como Owen – The Way, Way Back - Christian Bale como Irving Rosenfeld – American Hustle - Simon Pegg como Gary King – The World's End                                             | Melhor Atriz em Filme de Comédia - Amy Adams como Sydney Prosser / Lady Edith Greensly – American Hustle - Greta Gerwig como Frances Halladay – Frances Ha - Sandra Bullock como Agente Sarah Ashburn – The Heat - Melissa McCarthy como Det. Shannon Mullins – The Heat - Julia Louis-Dreyfus como Eva – Enough Said |
| Melhor Filme Estrangeiro - La vie d'Adèle ( França) - La grande bellezza ( Itália) - Jagten ( Dinamarca) - Le passé ( França) - Wadjda ( Alemanha) | Melhor Documentário - 20 Feet from Stardom - The Act of Killing - Blackfish - Stories We Tell - Tim's Vermeer |
| Melhor Direção de Arte - Catherine Martin e Beverley Dunn – The Great Gatsby - K. K. Barrett e Gene Serdena – Her - Dan Hennah e Ra Vincent – The Hobbit: The Desolation of Smaug - Andy Nicholson e Rosie Goodwin – Gravity - Adam Stockhausen e Alice Baker – 12 Years a Slave                                                               | Melhor Cinematografia - Emmanuel Lubezki – Gravity - Sean Bobbitt – 12 Years a Slave - Roger Deakins – Prisoners - Bruno Delbonnel – Inside Llewyn Davis - Phedon Papamichael – Nebraska |
| Melhor Figurino - Catherine Martin – The Great Gatsby - Bob Buck, Lesley Burkes-Harding, Ann Maskrey e Richard Taylor – The Hobbit: The Desolation of Smaug - Patricia Norris – 12 Years a Slave - Daniel Orlandi – Saving Mr. Banks - Michael Wilkinson – American Hustle                                                                     | Melhor Edição - Alfonso Cuarón e Mark Sanger – Gravity - Alan Baumgarten, Jay Cassidy e Crispin Struthers – American Hustle - Daniel P. Hanley e Mike Hill – Rush - Christopher Rouse – Captain Phillips - Thelma Schoonmaker – The Wolf of Wall Street - Joe Walker – 12 Years a Slave |
| Melhor Maquiagem - American Hustle - The Butler - 12 Years a Slave - The Hobbit: The Desolation of Smaug - Rush | Melhores Efeitos Visuais - Gravity - The Hobbit: The Desolation of Smaug - Iron Man 3 - Pacific Rim - Star Trek Into Darkness |
| Melhor Trilha Sonora - Steven Price – Gravity - Arcade Fire – Her - Thomas Newman – Saving Mr. Banks - Hans Zimmer – 12 Years a Slave | Melhor Canção - "Let It Go" – Robert Lopez e Kristen Anderson-Lopez – Frozen - "Atlas" – Coldplay – The Hunger Games: Catching Fire - "Happy" – Pharrell Williams – Despicable Me 2 - "Ordinary Love" – U2 – Mandela: Long Walk to Freedom - "Please Mr. Kennedy" – Ed Rush, George Cromarty, T Bone Burnett, Justin Timberlake, Joel Coen e Ethan Coen – Inside Llewyn Davis - "Young and Beautiful" – Lana Del Rey – The Great Gatsby |